# Sara Russell
Pour les articles homonymes, voir Russell.
Pour la femme politique britannique, voir Sarah Russell.
Sara Samantha Russell (née en 1966) est professeure de planétologie et responsable du Planetary Materials Group au Musée d'histoire naturelle de Londres. Elle est membre de la Meteoritical Society et de la Royal Astronomical Society.

## Jeunesse et éducation
Russell est captivée par l'alunissage dans son enfance. Elle étudie à l'Université de Cambridge, où elle est initiée à la microanalyse par Jim Long. Elle commence à étudier les sciences naturelles, mais a entendu dire que les géologues organisent les meilleures fêtes, alors elle change de cours. Elle a l'idée de se lancer dans un doctorat en géologie après avoir assisté à une conférence de Colin Pillinger, et s'inscrit à l'Open University,. Elle remporte le prix Keith Runcorn de la Royal Astronomical Society pour la meilleure thèse de doctorat britannique en géophysique en 1993.

## Carrière
Russell effectue des recherches postdoctorales au California Institute of Technology et à la Smithsonian Institution,,. Elle rejoint le Musée d'histoire naturelle de Londres en 1998, où elle étudie les protoétoiles et les planètes. En 2000, elle édite la collection Protostars and Planets IV. Russell est la cheffe de la collection de micrométéorites et de météorites au Musée d'histoire naturelle de Londres. Elle participe à trois expéditions en Antarctique à la recherche de météorites. Elle reçoit la Médaille du service en Antarctique et une bourse Leverhulme Trust en 2005. En 2006, elle étudie les météorites du système solaire primitif et le disque protoplanétaire.
Au nom du Natural History Museum, Russell fait partie de l'équipe qui organise l'acquisition de la météorite Ivuna en 2008,. En 2009, elle publie le livre Meteorite avec Caroline Smith et Gretchen Benedix. Elle remporte la Médaille Bigsby de la Société géologique de Londres en 2010,. En 2011, Russell participe à une exposition à l'Observatoire royal de Greenwich. Elle est membre de l'équipe scientifique d'OSIRIS-REx. Elle est le point de contact initial dans le processus d'acquisition de la météorite de Tissint par le Musée d'histoire naturelle de Londres en 2012. En 2014, elle étudie les roches lunaires ramenées par les astronautes d'Apollo, constatant que la croûte lunaire ne s'est pas formée à partir d'une source commune.
Russell étudie l'origine de l'eau dans le système solaire interne avec Monica Grady. Elle publie Chondrules en 2018, un livre qui considère les grains de silicate qui se forment dans le disque protoplanétaire. L'astéroïde (5497) Sararussell porte son nom. Russell est une défenseure de la diversité dans la science.